# Alex Vigo
Pour les articles homonymes, voir Vigo.
Alex Vigo, né le 28 avril 1999 à Colastiné Sur (es), en Argentine, est un footballeur argentin qui évolue au poste d'arrière droit au CA Talleres.

## Biographie

### CA Colón
Né à Colastiné Sur (es), en Argentine, Alex Vigo est formé par l'un des clubs de Santa Fe, le CA Colón, qu'il rejoint en 2009 en provenance de l'UNL. Le 23 janvier 2019 il signe son premier contrat professionnel. Il débute en professionnel avec ce club le 28 janvier suivant, en championnat, lors de la réception de l'Argentinos Juniors. Il est titularisé au poste d'arrière droit et son équipe s'impose par deux buts à zéro. Le 17 avril de la même année il fait sa première apparition en Copa Sudamericana contre le Deportivo Municipal. Il est titulaire et son équipe l'emporte par deux buts à zéro.

### River Plate
Le 18 février 2021 Alex Vigo rejoint l'un des plus grands clubs d'Argentine, River Plate. Il joue son premier match sous ses nouvelles couleurs le 28 février 2021 contre le CA Platense, en championnat. Il est titularisé et son équipe s'impose par un but à zéro.

### CA Independiente
Le 7 février 2022, Alex Vigo est prêté jusqu'à la fin de l'année au CA Independiente. Le club possède une option d'achat sur le joueur.

### Étoile rouge de Belgrade
Lors de cette saison 2022-2023 il est sacré Champion de Serbie. Il s'agit du neuvième titre de champion de Serbie du club, le sixième consécutif.

### CA Talleres
Le 9 janvier 2024, Alex Vigo quitte définitivement River Plate où il n'entrait pas dans les plans de l'entraîneur Martín Demichelis et rejoint le CA Talleres. Il signe un contrat courant jusqu'en décembre 2026

## Palmarès
Étoile rouge de Belgrade
- Championnat de Serbie (1) :
  - Champion : 2022-23.